# Leorio (Gijón)
Leorio (Llorio en asturiano y Leorio/Llorio oficialmente) es una parroquia perteneciente al distrito rural del concejo de Gijón (Principado de Asturias, España).

## Demografía
En 2008 tenía una población de 364 habitantes y en 2022 de 420.

## Ubicación y geografía
Limita al sur con el concejo de Siero, al este con la parroquia de Huerces, al norte con la de Granda y al oeste con la de La Pedrera.
Por la parroquia discurre el río Llantones, afluente del río Piles.

## Comunicaciones
Leorio tiene una alargada disposición norte-sur, siendo vertebrada por la autovía AS-I, que divide la parroquia. La AS-I cuenta con un viaducto de 303 metros y una salida, que atiende al barrio de Mareo de Abajo. Esta autovía abrió al tráfico en 2002 y provocó una brutal división de la parroquia en dos mitades: oeste y este.
La AS-317, histórica carretera Oviedo-Gijón, es el límite con la parroquia de La Pedrera.
La línea 24 de EMTUSA finaliza en Mareo de Abajo y es la única de la parroquia.
El Ferrocarril de La Camocha atravesaba de oeste a este a Leorio, existiendo actualmente la vía verde de La Camocha.

## Toponimia
Se desconoce cuál es el origen del nombre de la parroquia. Aunque la denominación vernácula se podría relacionar con la palabra asturiana lloréu (laurel, planta de la especie Laurus nobilis), el filólogo Ramón d'Andrés piensa que esta idea es errónea. De acuerdo con lo explicado en su libro Diccionario toponímico del concejo de Gijón, Llorio antes debió ser Lleorio, una forma cuya relación con lloréu es complicada.
Ramón d'Andrés opina asimismo que las denominaciones medievales Laudorio y Ledorio (las cuales se pronunciaban con "ll") sugieren varias procedencias:
- La primera forma podría derivar de los términos latinos laudatorium (alabador) o lavatorium (lavadero), así como de la palabra del latín vulgar lautorium (también lavadero).

- La segunda forma, en cambio, podría derivar de algún nombre romano de hombre como Laetorius, Liborius o incluso Heliodorus. Este sería el dueño de alguna casería o finca del lugar.

## Barrios
- Llantones: Donde se sitúan los restos de la Iglesia de Santa María de Leorio, iglesia románica del siglo XI, destruida en la guerra civil española y cuyos restos fueron trasladados al cementerio de La Pedrera (Gijón).[5]
- Mareo de Abajo (Mareo de Baxo en asturiano y oficialmente),[1] donde se ubican las instalaciones de la Escuela de fútbol de Mareo.
- Recuesto
- Leorio